# Абадон (роман)
Абадон (підзаголовок «Казка для людей похилого віку») — антиутопічний науково-фантастичний роман у сатиричному стилі словенського письменника Неяза Немцігрена (анаграма Янеза Менцінгера). Вперше опублікований у місячнику «Люблянський дзвін» у 1893 році, де періодично виходив протягом року. У романі Саморад Веселін укладає контракт зі злим духом Абадоном. Через призму простору і часу Абадон показує йому стан людства в теперішньому і майбутньому. Робота сповнена есеїстичних матеріалів, які дозволяють Менцінгеру справлятися з наукою та прогресом XIX століття. В цьому столітті зростає розрив між традиційною впорядкованістю світу та суб'єктивним сприйняттям світу індивідом. Автор сатирично розглядає тодішній словенський партійний дуалізм, полемізує з внутрішньою етикою та технізацією (європейської) людини і спочатку починає демонструвати антиутопічну державу XIV століття, в якій ідея тоталітаризму була доведена до негативного піку.

## Зміст

### Поновлення
Саморад Веселін — учень, син заможних батьків із Кралєвця на Сутлі, закохується в Цветану, заможну сусідку, з якою він вирішив одружитися. За місяць до весілля кохана стає жертвою його матері і циган, коли останні намагаються розірвати любов своєю інтригою. Саморад, який переконаний, що Цветана вийде заміж за іншого, впадає у вир в суїцидальній тенденції, але несвідомо рятується. Тут починаються його гарячкові марення.
В оманах його рятує старець, який незабаром представляє себе Абадоном, «злий дух брехні та обману, лицемірства і несправедливості — навіть провідний геній віку!» Саморад із вдячності та зі сподіванням, що з його допомогою він одружиться з Цветаною, укладає контракт з Абадоном. Він відмовляється від чотирьох годин сну на день, позбавляється будь-якого контакту з водою, отримує невидиме кільце на шиї, а взамін Абадон обслуговує його всіма надприродними силами, якими володіє.
З підписанням договору Саморад розпочинає повчальну подорож через простір і час, у якій він дізнається, як кожне використання допомоги Абадона шкодить злу, який вигляд матиме майбутнє Європи та словенської нації та якими є міжособистісні стосунки між людьми. Спочатку Саморад повертається додому, де дізнається про смерть матері, яку звинувачували в його спробі самогубства, а потім, із вини Саморада, Цветану звинувачують у вбивстві свого нареченого. Безпорадний Саморад з Абадоном на літаку залишає Нижню Крайну і подорожує по всій Європі, де в Парижі вчиться зі скупими капіталістами. Тоді Абадон подає йому образ майбутнього, де утилітарні азіати керують Європою у 24-му столітті. Повернувшись до свого часу, він опиняється в Америці, де через його провину і Абадона Цветана покінчила життя самогубством. Саморад відмовляється від допомоги Абадона, і зубожілий опиняється в Чикаго. Саморад входить у таверну «На ярмарку Краньця», де опиняється, закликаючи його піти, Абадон. У корчмі спалахує пожежа, совість Саморада зливається з його тілом, і водночас струмінь води з пожежного шланга Саморада звільняє його з-під влади Абадона.
Наприкінці роману читач дізнається, що всі події були маренням Саморада. Він прокидається від лихоманки, поруч із лікарем, Цветаною, матір'ю та однокласником Живком Тратилеком. Вони кажуть йому, що у нього були незрозумілі марення, які вони записали, і в той же час вони попросили книгозбірника Немкігрена виключити з Саморадської бібліотеки всі невідповідні книги, «взагалі всі багатогранні ідіосинкразії киплячого мозку та недобросовісні обриви нашого нервового віку».

### Антиутопічність країни 24 століття
Коли Саморад віддає своє тіло Абадону, він і його слуга Плахталик переносяться у 24 століття. У цей період Європу завоювали азіати і перетворили на колонію. У новій Європі існує тоталітаризм, який представлений дисилюсоризмом. Держава позбавила людей будь-якої форми свободи, а влада поширюється на всі сфери приватного життя. Від народження люди діляться відповідно до ролей, які вони отримають у житті. Кожне народження дитини заздалегідь визначене; для батьків обираються лише найдостойніші люди, які мають право жити в партнерстві до тих пір, коли одного дня влада їх не вб'є. Вони відразу розділяють дітей за статтю, дівчата отримують освіту для піклування про материнство та догляд, а хлопців направляють на спеціалізовані форми роботи, які вони будуть виконувати пізніше в житті. Незабаром на них надягають маски (маски різних кольорів, залежно від ієрархії майбутнього працівника), які унеможливлюють відокремлення людей один від одного. Коли вони закінчують освіту, держава розподіляє їх на робочі місця, де вони виробляють необхідні ресурси для існування держави на якихось фабриках робочих місць. Їм постійно забороняють взаємодіяти, люди живуть ізольовано, і держава наказує їм беззастережно слухатися. Будь-які сумніви щодо безсмертя їхнього лідера (на чолі країни — безсмертний правитель) та вільне мислення категорично заборонені під загрозою смертної кари. З цією метою держава розробила «крісло очевидного зізнання», крісло, де обвинувачений не може говорити нічого, крім правди. За допомогою стільця кожна іскра вільного мислення пригнічується в грязі, тому країна є внутрішньо однорідною.
Країна 24 століття — антипод країни 19 століття. Плахталик виправдовує такий стан наслідком соціальних вимог 19 століття, коли індивід вимагав для себе необмеженої свободи та справедливості, а для держави — необмежений обов'язок. Оскільки обидва є несумісними, держава зберігала лише свій обов'язок перед народом і жертвувала для цього свободу та справедливість.

### Зникнення словенців
У 24-му столітті Саморад Веселін і Плахталик зустріли останніх словенців. Словий, мабуть, народився у 22 столітті. Він був словенцем, написав багато трактатів, а також завершив граматику 22 століття, згідно з якою читач повинен навчитися правильній словенській мові. Однак, оскільки словенці вже повністю розділилися на два табори (священнослужителі та ліберали), вони не прийняли його рукопис, оскільки вони створили свій власний у кожному таборі, що призвело до нової «алфавітної війни», яка змусила німецьких правителів заборонити словенську. Таким чином, все менше людей говорили словенською, а незабаром і Європу азіати перейняли і остаточно ліквідували словенців. Тільки Словий і його друг, хімік Рудовар, врятувалися. Вони ховалися серед скель Богатини, де виявили силу квітки, що зберігає вічну молодість. Вони вживали квіти до 24 століття, коли Рудовар опинився азіатів. Повернувшись, він зрадив і вбив Слового (на вершині Триглава), а сам був засуджений до смертної кари за допит непримиренності правителя тоталітарної держави. З цим загинули останні словенці і з ними словенська мова.

## Особи

### Саморад Веселін
Він — студент хімік, народжений у заможній родині. У своїх мареннях, коли він намагається покінчити життя самогубством, він укладає контракт з Абадоном, який, як і більша частина роману, є плодом його уяви.
Його мати виховує його в юному віці, керуючись християнською мораллю, але згодом в університеті його мислення переймає сучасні нігілізм та песимізм, які ставлять під сумнів традиційний устрій світу. Читаючи сучасну літературу, як студент він відходить від своїх доморощених етичних принципів і замінює їх іноземними зразками думки. Він стає вісником нових суспільних наукових тенденцій 19 століття, які відкидають віру в науковий позитивізм. Саморад — людина освічена, розумна, але поспішна в деяких діях.
Іменем (Саморад Веселін) автор характеризує його як людину, яка любить радіти, але на інше йому все одно.

### Абадон
Абадон — злий дух із християнської релігії. Він є господарем сарани, який, згідно з Об'явленням (9: 1-11), повинен прийти і мучити людський рід. У романі він представляє себе як «Аббадон», грец «Аполліон» (лат .: «Винищувач», словенською: «Gonôba» злий дух брехні та обману, лицемірства та несправедливості — взагалі провідний геній епохи Він має багато надприродних повноважень служити грішникам, які бажають приєднатися до нього. У роботі Мензера Саморад керується і обманюється, що він зневірився над бідними людськими, політичними та духовними умовами в капіталістичному, етично слабкому світі.
Абадон — це зв'язок між юнацьким ідеалізмом Саморада та реаліями світу, далекими від його очікувань.

## Робота

### Про походження

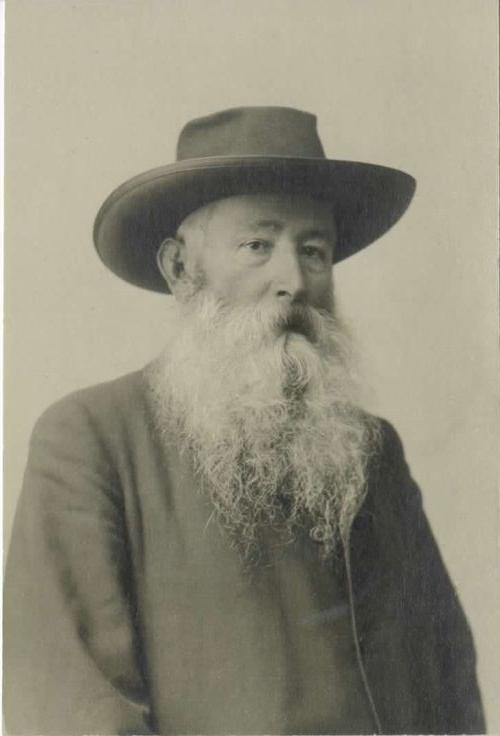
Янез Менцінгер, автор «Казки для людей похилого віку»

На основі кишенькових календарів Менцінгера, які він написав у 1881-93 роках, очевидно, що дизайнерські записи Абадона вперше з'являються 7 травня 1886 р. Ця закладка, інакше призначена для ніколи не закінченої роботи Джорда Лорда, вказує назву пізнішої титульної особи — Абадона. Лише через п'ять років, 23 лютого 1891 р., можна прочитати більш конкретний сертифікат задуму роману, оскільки Абадон зараз фігурує у схваленні як назва літературного твору («За Абадон»).
Окрім заміток автора, є також свідчення Антона Фунтко, який редагував «Люблянський дзвін» з 1891 року. Фунтек стверджує, що «вирізав» Менцінгера, щоб написати щось для журналу. Таким чином, Менцінгер почав надсилати йому рукопис Абадона, «ретельно написаний і ретельно прописаний у параграфах на кожен місяць раз у раз, відразу в перші дні; щомісячний внесок також друкувався в цьому місяці».
Менцінгер ретельно підготувався до написання роману. Майже вся концепція збереглася, і він сам скопіював, переглянув її і лише надіслав третій рукопис кожної глави до редакції «Люблянського дзвону». Отже, третій рукопис може сильно відрізнятися від першого. Перша глава була відправлена 9 листопада 1892 року, а решту потім регулярно надсилала, завжди на початку наступного місяця.
Оскільки Менцінгер не був повністю задоволений остаточним видом роману, в 1898 році пропонують нову версію Абаддона, «ретельно фальсифіковані і з іншою тенденцією, що навіть Сіба політичні помилки, але ті, хто не може нікого образити.» Через складність написання, Менцінгер хотів заздалегідь запевнити, що твір буде опубліковано, але вони відхилили нову версію.

### Повідомлення
Вперше Абадон був опублікований у 1893 році в «Люблянському дзвоні», де він періодично публікувався протягом року. Окрім першої редакції, твір було надруковано ще п'ять разів, двічі самостійно та три рази в рамках зібраних творів Янеза Менцінгера.

#### Хронологічний огляд публікацій
- 1893: Люблянський дзвін , 1893, том 13. 1-12.
- 1927: Янез Менцінгер: Вибрані твори IV [ред. Йосип Томіншек]. Любляна: Matica slovenska, 1927.
- 1962: Янез Менцінгер: Зібрання твору II [ред. Джон Логар]. Любляна: CBS, 1962.
- 1980: Янез Менцінгер: Абадон. Марібор: Видавництво «Обзорье», 1980.
- 1986: Янез Менцінгер: Абадон. Любляна: Младінська книга, 1986.
- 2002: Янез Менцінгер: Янез Менцінгер [ред. Острів Ілліча]. Любляна: CBS, 2002.

## Інтерпретації

### Абадон як соціально критичний роман
Центральна тема Менцінгера Абаддон, безумовно, соціально критичний аналіз часу автора і майбутнє, яке повинно привести в цей раз. Станко Бунк пише, що «цей утопічний погляд на майбутнє… є гострою критикою сучасних песимістичних і матеріалістичних поглядів, засудженням суспільних умов у тодішній Європі, і особливо в Словенії».
В Абадоні Менцінгер, з одного боку, сатирично зображує проблеми капіталізму (матеріалізму), що вже піднімається в 19 столітті, але не додає клерикалізму, оскільки останній залишається у вежі слонової кістки ідеалізму і не в змозі прийняти нові соціальні умови, що виникають із підйом буржуазії. Автор поєднує два напрямки (матеріалізм та ідеалізм) на власний погляд; пропонує середній шлях «католицької ліберальності» як єдину реальну відповідь на виклик часу.
Окрім критики світових гуманістичних тенденцій, роман також критично змальовує відокремлення словенської політичної партії. Словами Абадона Менцінгер критикує словенців за партійний дуалізм, який нехтує нацією у боротьбі за партійне верховенство.

#### Між матеріалізмом та ідеалізмом
Найважливіший простір для Менцінгерів — це взаємозв'язок між матеріалізмом і консервативним ідеалізмом. Кмекл пише, що в Абадоні «основне питання, яке стосується всього, — це взаємозв'язок між матеріалізмом (багатство, капітал) та ідеалізмом (знання, упущення, мораль)».
У 19 столітті, столітті піднесення буржуазії, Менцінгер сприймає все більше опортунізму; тим часом оптовики та землевласники виходять із планерами та великими фермерами, які накопичують свої статки за рахунок менших, вже існуючих під загрозою зникнення людей. Такий голий матеріалізм, який виходить за межі етичної позиції до людей, рішуче відкидає Менцінгер, усвідомлюючи, що буржуазія через капіталістичну експансію принесла особисту свободу народу, а саме, що буржуазія вільна від феодальних відносин.
Менцінгер, з іншого боку, заважав практиці католицизму в 19 столітті, занадто часто Церква зосереджувалась на зовнішніх благочестях, оскільки вона мала значення лише формального виконання традиційних обрядів. Вони не дбали про прогрес священнослужителів, вони підтримували статус-кво, який забезпечував їм духовний примус над віруючими, і саме такий очевидний ідеалізм є предметом критики в Абадоні.
Тому центральною опозицією критики того часу в Абадоні є співвідношення між капіталом і етикою, між матеріалізмом і ідеалізмом, на який стверджує Кмекл, «є двома силами, які керують світом у долі корисне лише їх гармонійне об'єднання». Таке об'єднання виступає Менцінгер, оскільки лише прогрес разом із збереженням християнської моралі дає змогу людству міцно та надійно розвиватися. Тому Абадон, як ідеологічна теза є платформою католицького лібералізму, містить ідею внутрішнього християнства, яка повинна бути основою людських дій, оскільки, на думку Менцінгера, ми можемо лише завдяки внутрішній етичній позиції дозволити розвиток, прийнятний для всіх людей. Так критиками також була додана відповідь Абадона, що передбачає посередництво між двома крайнощами, що виражається в етично відповідальному розвитку.

### Саморад Веселін як науковий Дон Кіхот
Саморад Веселін вперше був пов'язаний з «Дон Кіхотом» Сервантеса істориком літератури Іваном Графенауером, а також сперечалися Йоже Погачник та Антон Слодняк. Хоча Менцінгер натякає на це посилання сам, коли в 12-му розділі свого рукопису про Саморада він приписує примітку «Науковий Дон Кіхот!».
І в Абадоні, і в «Дон Кіхоті» з'являється сцена «прибирання» бібліотеки головного героя. У шостій літературно-критичній главі іспанського роману пастор та перукар у Бібліотеці Дон Кіхота виключають та викидають усі книги зі змістом, який може негативно вплинути на здоров'я власника. Аналогічно в заключному розділі Абадона, де д-р. Крес попросив Нежаза Немцігрена вилучити з Саморадської бібліотеки всі книги, що призвели до його марення. Подібність очевидна, оскільки в першому випадку це зняття середньовічних лицарських романів, через що Дон Кіхот вирушає у безперспективну подорож, щоб врятувати світ, а у другому випадку Саморад Веселін продовжує подібний, на цей раз, спосіб мислення. Події в Абадоні відбуваються весь час у маривах Саморада, які, на думку лікаря, були викликані теоретичним, науковим поводженням 19 століття, теорією песимізму та нігілізму, теорією прогресу, що насправді вже виявилося проблематичним. Поки Дон Кіхот черпав з художньої літератури, Веселін спирався на своє відношення до духовної історії світу з теоретичної літератури. У цьому відношенні Веселін є модернізацією Дон Кіхота, він — «науковий Дон Кіхот».
Ще одну схожість між Абадоном і Дон Кіхотом вказав Антон Слодняк. Це схожість у дизайні, адже в обох романах початок дії виявляються маренням, гарячкою, божевіллям. Наприкінці роману Сервантеса «Дон Кіхот» лихоманка чіпляється до ліжка протягом шести днів, і коли він прокидається, він виявляє, що він вже не Дон Кіхот, а Алонсо Кіхот, відзначаючи всі свої попередні дії божевіллям і шаленством. Так само в останньому, дванадцятому розділі Саморад Веселін розуміє, що весь його контакт з Абадоном був не що інше, як марення. У цьому порівнянні Погачник зазначає, що марення цих двох героїв «суб'єктивно пережили гарячковий сон, який, на іншому рівні, є місцем одкровення».

### Абадон і Шопенгауер
У четвертому розділі роману Саморад Веселін висловити до висновку, що «погляди Абадона подібні до філософії Шопенгауера.»  Абадон радує свою філософію, як до інтелігенції поширився песимізм про вічні людські страждання, які не можуть бути усунені.
Менцінгер описав філософію Шопенгауера через Абадона як філософію песимізму, який шкодить людству. Однак сумнівно, чи справді Менцінгер знав його погляди, оскільки метафізика чуттєвості Шопенгауера узгоджується з поглядами Менцінгера на «внутрішнє християнство». Для обох це власне переконання, що історичний прогрес не спричиняє поліпшення умов, тому техніка не є причиною історичного оптимізму розвитку. Замість прогресу і Шопенгауер, і Менкінгер звертаються до людського інтер'єру, який повинен стати джерелом етичної позиції кожної людини. Тому Шопенгауер виступає за етику співчуття, а Менкінгер говорить про внутрішнє християнство, що виявляється в інтерналізації етичних цінностей, і це повинно посилювати міжособистісні стосунки. Менцінгер і Шопенгауер висловлюють недовіру історії. На відміну від історичного розуму Гегеля, який повинен подорожувати до себе і таким чином звільнити себе (таким чином Гегель відкладає вдосконалення всього людства на якесь обіцяне щасливе майбутнє), їх розум звертається до етики на все життя, до тут і зараз, яким має бути основи людських відносин.
Таким чином, коли Менцінгер відкидає песимістичне ставлення Шопенгауера, він забуває, що вони обидва бачать рішення поганих людських стосунків у стримуванні егоїзму та прийнятті жорсткої, інтерналізованої етичної позиції. Цей факт підтверджує тезу про те, що Менцінгер не був повністю усвідомлений філософією Шопенгауера.